# إيفانس (نيويورك)
إيفانس (بالإنجليزية: Evans, New York) هي بلدة أمريكية تقع في الولايات المتحدة في نيويورك (ولاية). يقدر عدد سكانها بـ 16,356 نسمة.